# La Famine
La Famine est un tableau orientaliste à l'huile sur toile du peintre français Gustave Guillaumet, daté et signé de 1869, et conservé au Musée national Cirta.

## Réalisation
Guillaumet peint la famine qui toucha l'Algérie entre 1866 et 1868, durant laquelle un tiers environ de la population algérienne périt touchée par les épidémies et la famine.